# Jardín Botánico de Batumi

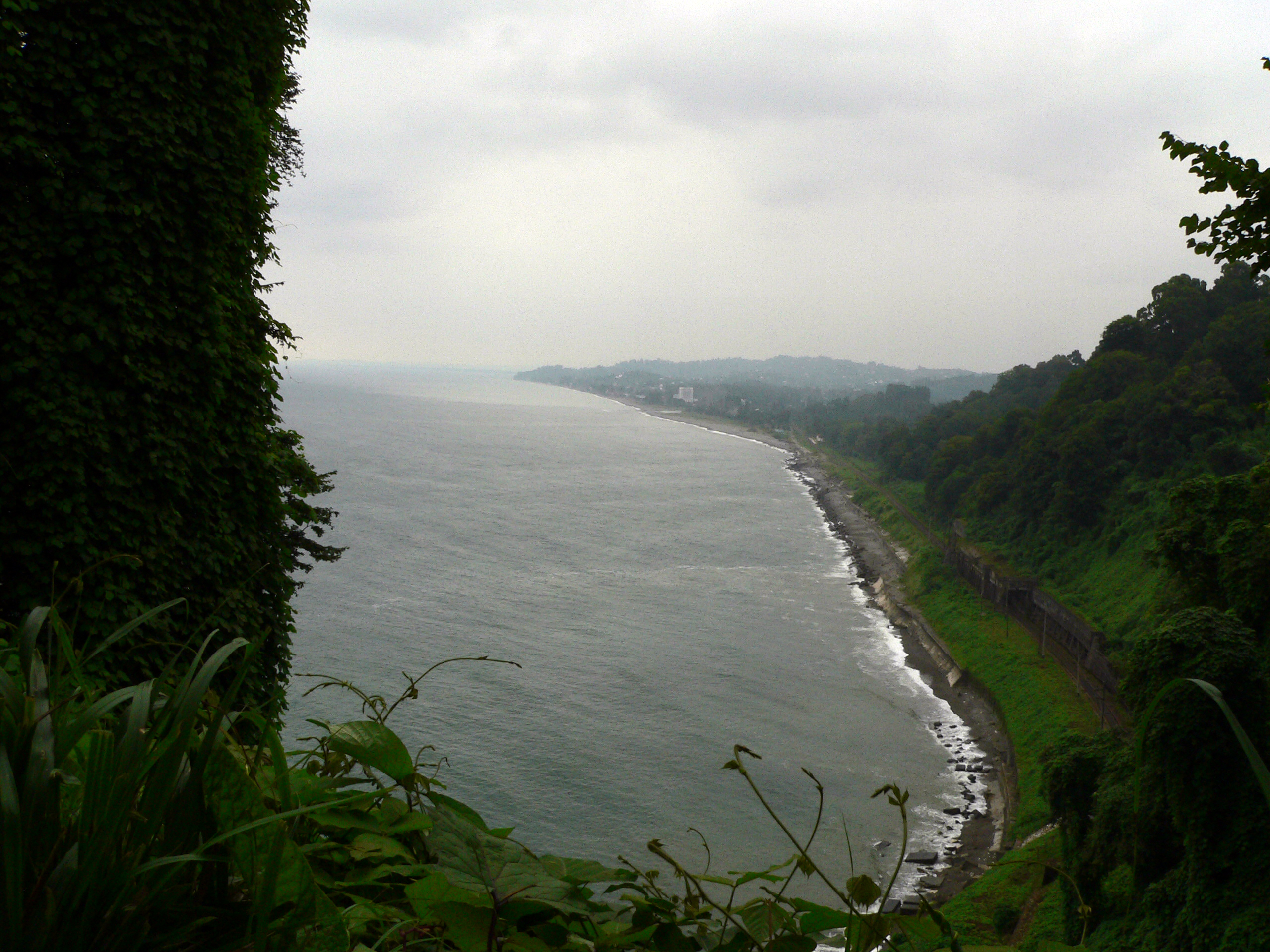
Jardín Botánico Batumi.

El Jardín Botánico de Batumi (en georgiano : ბათუმის ბოტანიკური ბაღი) es un jardín botánico de 114 hectáreas de extensión que se encuentra en la zona de Batumi, Georgia. Depende administrativamente de la Academia de Ciencias de Georgia. 

## Localización
El jardín se encuentra situado en el cabo verde a 9 kilómetros al norte de la ciudad de Batumi dando directamente al Mar Negro se extiende desde unos 100 metros de altura hasta el nivel del mar en un terreno aterrazado. Bancales y terrazas ofrecen unas vistas espectaculares sobre la Bahía de Batumi. El clima subtropical de la región es especialmente beneficioso para las plantas.

## Historia
Se fundó el 3 de noviembre de 1912 pasando en 1950 a la Academia de Ciencias de Georgia hasta 2006.

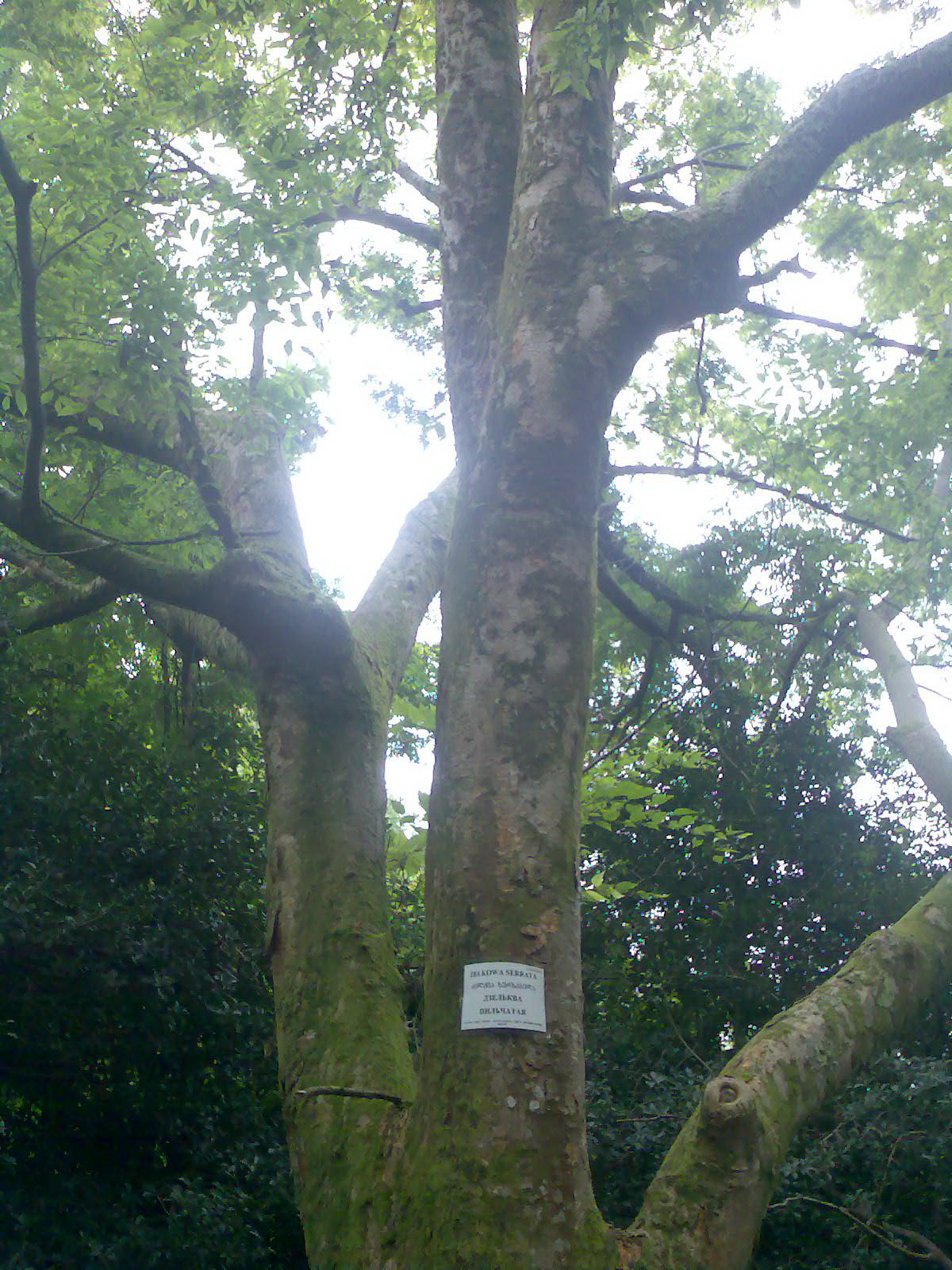
Zelkova

## Colecciones
El jardín botánico alberga unas 5.000 especies dispuestas en nueve secciones : 
- Arboretum cuenta con unas 3.270 especies de árboles, que se distribuyen en ocho diferentes secciones: Transcaucasia, Mediterráneo, Asia del este, Himalayas, Norteamérica, México, Suramérica y Australia. Es particularmente importante la colección de Eucalyptus, el jardín posee 60 especies diferentes de estos. Las palmas muy extendidas en el territorio de Georgia se representan con 17 especies.
- Bambú, se cultivan numerosas especies, y el bambú Phyllostachys pubescens, que en la Europa central normalmente solamente alcanza unos siete metros, alcanza allí hasta 20 metros.
- Colección de Camelias japonesas con más de 80 especies y variedades, lo que la convierte en la segunda colección en su clase detrás de la existente en el Jardín Botánico de California.

En este clima subtropical, florecen en invierno plantas que normalmente solo florecen en primavera o verano. Además aquí se pueden ver florecer varias especies de los botones de nieve pertenecientes al género Galanthus, Galanthus woronowii, el botón de nieve del Mar Negro (Galanthus rizehensis), el botón de nieve del Cáucaso Galanthus platyphyllus y después de las recolecciones en la zona, del primer director del jardín, profesor Krasnow, el botón de nieve que lleva su nombre Galanthus krasnovii.

## Actividades
El jardín botánico Batumi, posee un Instituto de investigación con tres departamentos, relacionados con la naturaleza y protección de las plantas, la diversidad de la Flora y la selección vegetal. Los resultados de las investigaciones se publican dentro del boletín Bulletin of Batumi Botanical Gardens frecuentemente en georgiano. El director del jardín es Wano Papunidse.
El jardín botánico da empleo a unos 100 trabajadores. Para asegurar un nivel de renta aceptable en épocas de dificultad económica se les permitía a estos trabajadores tener plantaciones de naranjos, y cultivar huertos para su suministro de verduras, así como criar cerdos y aves de corral.
Para el público en general hay un campo de fútbol y un área de pícnic.